# Джессі Джеймс-Декер
Джессіка Роуз Джеймс, у шлюбі Джеймс-Декер (англ. Jessica Rose James Decker; нар. 12 квітня 1988, Віченца, Італія) — американська кантрі-поп-співачка, авторка пісень та авторка-виконавиця. Свій дебютний студійний альбом «Jessie James» випустила у 2009.

## Життєпис
Джессіка Роуз Джеймс народилася 12 квітня 1988 у військовій родині у італійському місті Віченца.

## Особисте життя
22 червня 2013 Джессі Джеймс одружилася із футболістом Еріком Декером, який на той час грав за Денвер Бронкос.
У вересні 2013 пара повідомила про вагітність. 18 березня 2014 Джеймс-Декер народила дочку Вівіанн Роуз. 3 вересня 2015 народила сина Еріка Томаса Декера II. 9 жовтня 2017 Джеймс-Декер повідомила, що вагітна хлопчиком. 31 березня 2018 народила сина Форреста Бредлі Декера.

## Дискографія
Студійні альбоми
- Jessie James (2009)
- Southern Girl City Lights (2017)
- On This Holiday (2018)

Міні-альбоми
- Comin' Home (2014)
- This Christmas (2015)
- Gold (2017)
- Blackbird Sessions (2017)